# Кокс (насеље)
Кокс (фр. Cox) је насељено место у Француској у региону Миди Пирене, у департману Горња Гарона.
По подацима из 2011. године у општини је живело 339 становника, а густина насељености је износила 83,29 становника/km².

## Демографија
| 1962. | 1968. | 1975. | 1982. | 1990. | 2011. |
| ----- | ----- | ----- | ----- | ----- | ----- |
| 243   | 236   | 224   | 214   | 237   | 339   |